# Paragebicula contigua
Paragebicula contigua is een tienpotigensoort uit de familie van de Upogebiidae. De wetenschappelijke naam van de soort is voor het eerst geldig gepubliceerd in 1972 door Bozic & de Saint Laurent.